# Annette Biemer
Annette Biemer (* 1966 in einem Dorf nahe Wetzlar) ist eine deutsche Krimi-Autorin.

## Leben
Annette Biemer, geb. 1966, wuchs im hessischen Ulmtal auf. Heute lebt sie mit ihrem Mann in der Kreisstadt Wetzlar, wo sie die Text- und Kulturwerkstatt ausdrucksSTARK führt. Im Mittelpunkt ihrer Arbeit steht ihre Tätigkeit als Autorin und Texterin. Zudem ist sie eng mit Theater Pikante aus Lollar verbunden und war Mitgründerin der Künstleragentur piRi piRi.

## Inhalt der Werke
In all ihren Büchern spielt der Regionalbezug eine große Rolle. Er betrifft hauptsächlich ihre Heimatregion Mittelhessen mit all den Eigenheiten ihrer Bewohner. Ihr erster Krimi "Brückenschlag" ist direkt in Wetzlar angesiedelt. In ihm ermittelt ein pensionierter Kriminalhauptkommissar auf eigene Faust in einer Mordserie. In Stille Post (2005) ist das nur scheinbar idyllische, friedliche Dorfleben Hintergrund für die Erkundungen einer Detektiv spielenden Postbotin. In dem zeitgleich erschienenen Kriminalroman Schadensfall wird die Mitinhaberin einer Autoreparaturwerkstatt durch ein Missverständnis zur Ermittlerin in eigener Sache.
Im Laufe der Jahre erweiterte sie den Regionalbezug. Es gesellten sich zu Kriminalromanen auch Krimi-Anthologien und zwei Kinderbücher, die in Zusammenarbeit mit einer Illustratorin verwirklicht wurden und von dem eines auch als Hörbuch erschien. Zusammen mit einer Isländerin entstanden ein Kochbuch und drei E-Book über den Westen Islands. Zudem betreute sie die Entstehung eines Bandes mit Lesergeschichten und lieferte Beiträge in Kreativbüchern.

## Besonderheiten
Annette Biemer kommt in den meisten ihrer Kriminalgeschichten ohne viel Gewalt und Totschlagen aus. Die Romane sind nicht auf Plot und Action aus, sondern vor allem dialog- und einfühlungsorientiert. Situationskomik ist ebenfalls ein Stilmittel.

## Werke (Auswahl)
- Brückenschlag. Kriminalroman, Prolibris, Kassel 2003, ISBN 3-935263-16-3.
- Stille Post. Kriminalroman, Schardt, Oldenburg 2005, ISBN 3-89841187-7.
- Schadensfall. Kriminalroman, Schardt, Oldenburg 2005, ISBN 3-89841-186-9.
- Budenzauber. Rätselhafte Weihnachtsgeschichten aus Greifenstein, Wetzlar, Weilburg und Limburg, Schardt, Oldenburg 2009, ISBN 978-3-89841-493-7.
- Bitte recht tierisch. Lesergeschichten, Schmidt Medien Verlag, 2009, ISBN 978-3-00-028621-6.
- mit Bettina Ränsch (Ill.): Die Würmchen von Worms. BoD, Norderstedt 2012, ISBN 978-3-8448-1610-5.
- mit Bettina Ränsch (Ill.): Die Wichtel von Wetzlar. BoD, Norderstedt 2013, ISBN 978-3-8482-9888-4.
- zus. mit Inga Lilja Guðjónsdóttir: Isländisch kochen – schon probiert? BoD, Norderstedt 2013, ISBN 978-3-7322-4789-9.
- E-Book-Trilogie „Island ausgewählt“ zusammen mit Inga Lilja Guðjónsdóttir, Mainebook Verlag (nicht mehr erhältlich):
  - Großartige Natur und magische Orte – Reisen zu Lieblingsplätzen im Westen. 2015, ISBN 978-3-944124-97-1.
  - Menschen, Tiere und andere Besonderheiten – Reisen und mehr im Westen. 2015, ISBN 978-3-944124-98-8.
  - Pools, heiße Quellen und andere einmalige Orte – Reisen zu Lieblingsquellen im Westen. 2016, ISBN 978-3-944124-99-5.
- zus. mit Reimund Bender: Henner to go, BoD, Norderstedt 2022, ISBN 978-3756855940
- zus. mit Reimund Bender: Henner at home, BoD, Norderstedt 2023, ISBN 978-3758317859

Beiträge in Anthologien
- Beiträge in: Melanie Zimmermann: Die große Topp-Bastelschule: Alle wichtigen Basteltechniken fundiert erklärt. Frech, Stuttgart 2007, ISBN 978-3-7724-5151-5.
- Beiträge in: 1 x 1 kreativ Modelliertechniken: Schmuck, Figuren und mehr aus FIMO & Co. Frech, Stuttgart 2010, ISBN 978-3-7724-5070-9.
- Höhlenschätze. In: Michael Itschert (Hrsg.), Daniel Juhr (Hrsg.): Mordswind. 11 Krimis aus Westerwald und Lahn. Gardez Verlag, Remscheid 2014, ISBN 978-3-89796-256-9.